# Bodlín bezocasý
Bodlín bezocasý, též tenrek, tanrek nebo armatus (Tenrec ecaudatus), je největší druh bodlína. Je to savec připomínající ježka, který ve volné přírodě žije na Madagaskaru a několika okolních ostrovech.

## Popis
- hmotnost: 1,6–2,4 kg
- délka těla: 26,5–39,0 cm
- délka ocasu: 1,0–1,6 cm

Bodlín bezocasý je velký zavalitý bodlín se silným a svalnatým tělem a špičatým čenichem. Přední končetiny jsou delší než zadní, ocas téměř chybí. Srst je řídká a skládá se ze štětin a bodlin – mladým zvířatům se po hřbetě táhnou řady bílých tupých bodlin, které jsou u dospělců nahrazeny hřívou dlouhých tuhých chlupů, které se při podráždění naježí. Na zbytku těla je srst červenohnědá nebo šedohnědá, možné jsou i všechny odstíny mezi tím, někteří jedinci jsou i tmavě hnědí.
Bodlín bezocasý je stejně jako ostatní bodlíni velmi primitivní savec s nestálou tělesnou teplotou a vyvinutou kloakou; ze všech savců má nejvíc prsních bradavek, obvykle 12.

## Rozšíření a stanoviště
Bodlín bezocasý je endemit Madagaskaru a Komorských ostrovů, byl introdukován také na ostrovy Réunion, Mauricius a na Seychelské ostrovy. Běžně se vyskytuje jak na vnitrozemských plošinách, tak v pobřežním deštném lese, ale nevyskytuje se v jihozápadní části ostrova. Vyhledává místa s hustým podrostem v blízkosti vody, proto je nejhojnější v deštných pralesích na východě ostrova a také v okolí rýžových polí.

## Biologie
Bodlín bezocasý je samotářské zvíře s noční aktivitou, které přes den spí v norách ve tvaru písmene Y. Teprve v noci se vydávají za potravou – je to všežravec, loví bezobratlé živočichy, ještěrky, žáby nebo i malé savce, a sbírá také ovoce. Jeho hlavním smyslem při hledání potravy je hmat – pomocí dlouhých hmatových vousů nachází hmyz ve škvírách mezi kameny a pod kůrou spadaných kmenů.
Budují si dva druhy podzemních nor, obvykle v blízkosti vody. Prvním typem je již zmíněná nora ve tvaru Y, se dvěma únikovými východy, kterou bodlíni používají většinu roku. V období od května do září, během suchých a horkých měsíců, upadají do stavu strnulosti (estivují). Pro tento účel slouží druhý typ, až dva metry hluboká nora s jediným vstupem, který bodlín zahází hlínou.
Samec a samice se setkávají jen během období od října do listopadu, kdy se páří. Březost trvá 56–64 dní, mláďata se rodí v období největší hojnosti hmyzu. Bodlíni obvykle mívají jen jediný vrh do roka, jsou ale pozoruhodní množstvím mláďat v jednom vrhu – průměrně jich bývá 12 až 16, ale byl zaznamenán i vrh s 32 mláďaty (!).
Mláďata jsou altriciální, holá a slepá. Oči otvírají do 14 dnů věku, ve třech týdnech se vydávají na lov hmyzu spolu s matkou. Ve čtyřech týdnech přestávají pít mléko, brzy poté matku opouštějí. Mláďata mohou zůstat ještě nějakou dobu spolu, ale pak se z nich definitivně stávají dospělí samotářští bodlíni. V zajetí se dožívají až čtyř let.
Je-li ohrožen, naježí se a výhrůžně syčí. Měkké chlupy ho ale nijak neochrání, zachraňuje se tedy spíše útěkem (běhá rychlostí až 40 km/h).

## Význam pro člověka
Ve své domovině jsou bodlíni bezocasí loveni pro chutné maso.

## Bodlín bezocasý v českých zoo
- ZOO Plzeň
- Zoo Praha